# Karen Stramm

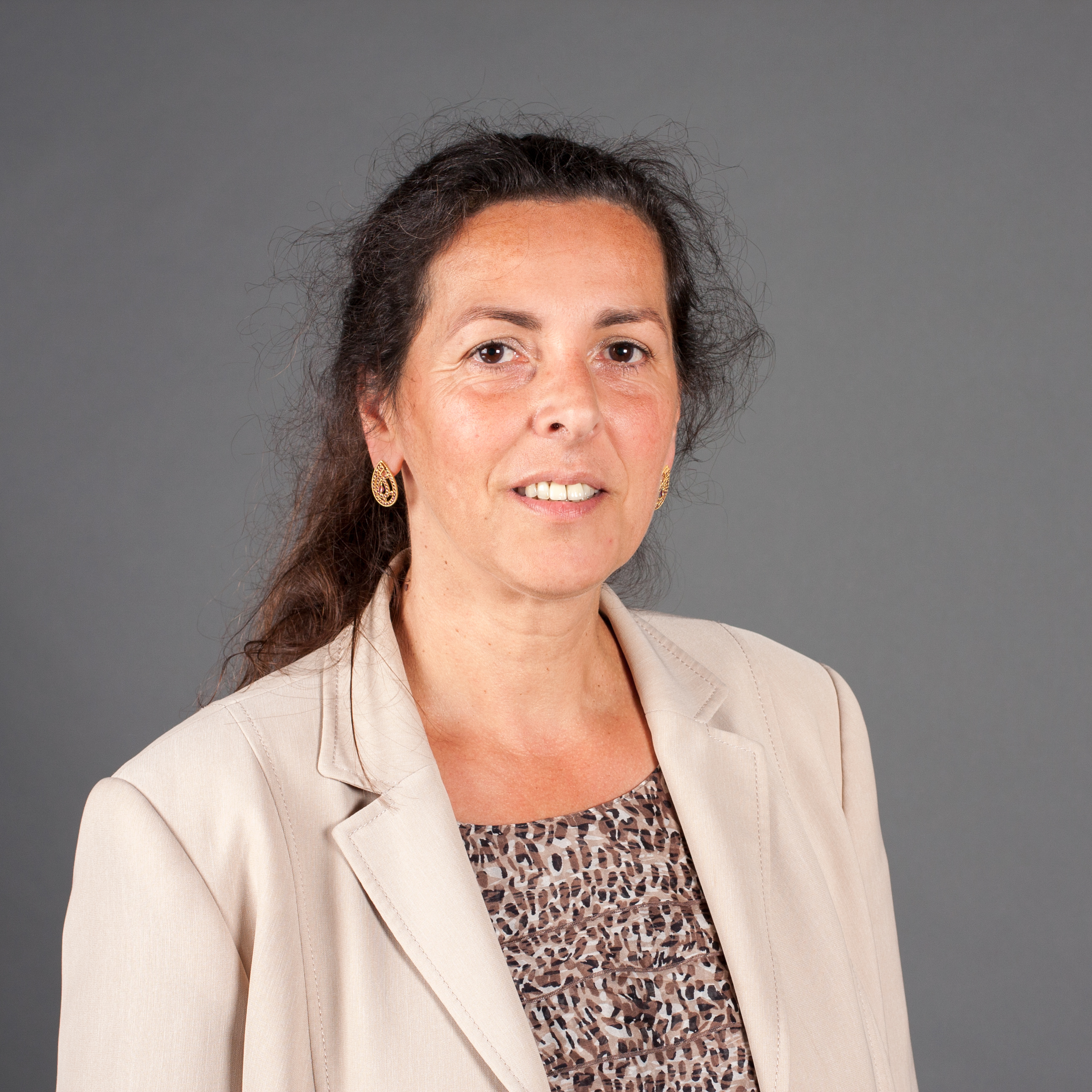
Karen Stramm, 2013

Karen Stramm (* 16. August 1961 in Güstrow) ist eine deutsche Politikerin (Die Linke) und war von 2011 bis 2016 Landtagsabgeordnete im Landtag von Mecklenburg-Vorpommern. Sie war hauptamtliche Mitarbeiterin der DDR-Staatssicherheit.

## Leben und beruflicher Werdegang
Karen Stramm wuchs in Sternberg auf. Sie war in der DDR seit 1980 bei der Staatssicherheit als hauptamtliche Mitarbeiterin in der Grenzkontrolle an der innerdeutschen Grenze (in Horst und Zarrentin) eingesetzt. Nach der Wende nahm sie eine Tätigkeit am Amtsgericht Hagenow auf und absolvierte berufsbegleitend an der Fachhochschule Güstrow ein Studium mit Abschluss als Diplom-Rechtspflegerin.

## Politik
Karen Stramm trat 1979 in die SED ein. Sie gehörte dem Gemeinderat von Wittenburg von 1990 bis 1994 für die PDS an, seit 2009 hat sie ein Mandat im Kreistag des Kreises Ludwigslust. Von Oktober 2011 bis 2016 gehörte sie dem 6. Landtag von Mecklenburg-Vorpommern an und wurde am 1. Februar 2012 zur stellvertretenden Vorsitzenden der Enquete-Kommission "Älter werden in Mecklenburg-Vorpommern" gewählt.